# Oriastrum
Oriastrum là một chi thực vật có hoa trong họ Cúc (Asteraceae).

## Loài
Chi Oriastrum gồm các loài: